# Valea Albă (okręg Alba)
Valea Albă – wieś w Rumunii, w okręgu Alba, w gminie Bucium. W 2011 roku liczyła 74 mieszkańców.